# Lina Beck-Meyenberger
Lina Beck-Meyenberger (Wil, 30 november 1892 - Sursee, 21 april 1988) was een Zwitserse onderwijzeres en feministe.

## Biografie
Lina Beck-Meyenberger was een dochter van Johann Inocenz Meyenberger, een arts uit Wil, en van Maria Lina Rubischum. Ze volgde les aan de leraressennormaalschool van Menzingen en behaalde lerarendiploma's in Zug en Sankt Gallen. Ze trouwde in 1916 met politicus Julius Beck. Ze hadden samen twee dochters.
In 1940 richtte ze in Sursee een liefdadigheidsorganisatie op. Van 1941 tot 1957 was ze voorzitster van de Schweizerischer Katholischer Frauenbund, een functie waarin ze zou worden opgevolgd door Elisabeth Blunschy. Vanaf 1945 wist ze een grotere erkenning te verwerven voor deze organisatie op federaal niveau. In samenwerking met andere vrouwenorganisaties kaartte ze voorzichtig het probleem van de genderongelijkheid aan.
Daarnaast was ze lid van de Zwitserse nationale commissie bij de UNESCO.

## Litaratuur
- (de)  Mutter, C., Frauenbild und politisches Bewusstsein im Schweizerischen Katholischen Frauenbund, 1987.